# Fall Branch
Fall Branch – jednostka osadnicza w Stanach Zjednoczonych, w stanie Tennessee, w hrabstwie Washington.